# Тюлен крабоед
Тюленът крабоед (Lobodon carcinophagus) е вид бозайник от семейство Същински тюлени (Phocidae), единствен представител на род Lobodon.

## Разпространение и местообитание
Разпространен е в Антарктида.